# Klang, Moselle
Klang là một xã trong vùng Grand Est, thuộc tỉnh Moselle, quận Thionville-Est, tổng Metzervisse. Tọa độ địa lý của xã là 49° 19' vĩ độ bắc, 06° 22' kinh độ đông. Klang nằm trên độ cao trung bình là 220 mét trên mực nước biển, có điểm thấp nhất là 195 mét và điểm cao nhất là 335 mét. Xã có diện tích 4,19 km², dân số vào thời điểm 2005 là 241 người; mật độ dân số là 57,4 người/km².

## Thông tin nhân khẩu
| 1962 | 1968 | 1975 | 1982 | 1990 | 1999 |
| ---- | ---- | ---- | ---- | ---- | ---- |
| 210  | 222  | 237  | 256  | 252  | 236  |